# X²O Badkamers Trofee 2024-2025
De Trofee veldrijden 2024-2025 (sponsornaam: X²O Badkamers Trofee) is het 38ste seizoen van het regelmatigheidscriterium in het veldrijden. Het klassement wordt georganiseerd door Golazo en bestaat uit 8 crossen enkel in België.
De X²O Badkamers Trofee heeft naast het klassement van de mannen elite nog twee andere klassementen: de Soudal Ladies Trophy voor de vrouwen-elite, en de Rookie Trophy voor de beloften.

## Berekeningswijze eindklassement

### Bepaling aankomsttijd per manche
Per renner wordt per manche een tijd bepaald volgens volgende regels:
- in eerste instantie geldt de aankomsttijd
- krijgt een tijd die gelijk is aan die van de winnaar verhoogd met vijf minuten, de renner die
  - met meer dan vijf minuten achterstand aankomt
  - uit de wedstrijd genomen wordt om dubbelen te voorkomen
  - de wedstrijd verlaat
  - niet aan de start komt
- volgende bonificaties gelden
  - bij de sprint aan het eind van de eerste ronde: winnaar 15 seconden, tweede 10 seconden, derde 5 seconden

### Bepaling eindklassement
Voor het eindklassement wordt de som gemaakt van de tijden per manche. Bij gelijkheid van tijd (uren, minuten, seconden) zal de beste uitslag van de renner de doorslag geven. Is die ook gelijk, dan telt de uitslag in de laatste manche.

## Kalender en podia

### Mannen elite
| Datum            | Wedstrijd                                 | Cat. | Eerste                 | Tweede            | Derde             | Klassementsleider |       |
| ---------------- | ----------------------------------------- | ---- | ---------------------- | ----------------- | ----------------- | ----------------- | ----- |
| 1 november 2024  | Koppenbergcross, Oudenaarde               | C1   | Lars van der Haar      | Eli Iserbyt       | Toon Aerts        | Lars van der Haar | [ 1 ] |
| 10 november 2024 | Rapencross, Lokeren                       | C2   | Thibau Nys             | Niels Vandeputte  | Jente Michels     | Lars van der Haar | [ 2 ] |
| 17 november 2024 | Flandriencross, Hamme                     | C1   | Niels Vandeputte       | Eli Iserbyt       | Felipe Orts       | Lars van der Haar | [ 3 ] |
| 14 december 2024 | Herentals Crosst, Herentals               | C2   | Michael Vanthourenhout | Pim Ronhaar       | Laurens Sweeck    | Eli Iserbyt       | [ 4 ] |
| 1 januari 2025   | GP Sven Nys, Baal                         | C1   | Eli Iserbyt            | Pim Ronhaar       | Emiel Verstrynge  | Eli Iserbyt       | [ 5 ] |
| 3 januari 2025   | Duinencross, Koksijde                     | C1   | Laurens Sweeck         | Tibor Del Grosso  | Toon Aerts        | Eli Iserbyt       | [ 6 ] |
| 9 februari 2025  | Krawatencross, Lille                      | C1   | Laurens Sweeck         | Toon Aerts        | Eli Iserbyt       | Eli Iserbyt       | [ 7 ] |
| 16 februari 2025 | Brussels Universities Cyclocross, Brussel | C1   | Michael Vanthourenhout | Joris Nieuwenhuis | Lars van der Haar | Eli Iserbyt       | [ 8 ] |

### Vrouwen elite
| Datum            | Wedstrijd                                 | Cat. | Eerste                     | Tweede                     | Derde                      | Klassementsleider |        |
| ---------------- | ----------------------------------------- | ---- | -------------------------- | -------------------------- | -------------------------- | ----------------- | ------ |
| 1 november 2024  | Koppenbergcross, Oudenaarde               | C1   | Fem van Empel              | Lucinda Brand              | Sara Casasola              | Fem van Empel     | [ 9 ]  |
| 10 november 2024 | Rapencross, Lokeren                       | C2   | Lucinda Brand              | Ceylin del Carmen Alvarado | Sara Casasola              | Lucinda Brand     | [ 10 ] |
| 17 november 2024 | Flandriencross, Hamme                     | C1   | Ceylin del Carmen Alvarado | Lucinda Brand              | Sara Casasola              | Lucinda Brand     | [ 11 ] |
| 14 december 2024 | Herentals Crosst, Herentals               | C2   | Fem van Empel              | Lucinda Brand              | Ceylin del Carmen Alvarado | Lucinda Brand     | [ 12 ] |
| 1 januari 2025   | GP Sven Nys, Baal                         | C1   | Fem van Empel              | Lucinda Brand              | Puck Pieterse              | Lucinda Brand     | [ 13 ] |
| 3 januari 2025   | Duinencross, Koksijde                     | C1   | Puck Pieterse              | Lucinda Brand              | Fem van Empel              | Lucinda Brand     | [ 14 ] |
| 9 februari 2025  | Krawatencross, Lille                      | C1   | Lucinda Brand              | Inge van der Heijden       | Manon Bakker               | Lucinda Brand     | [ 15 ] |
| 16 februari 2025 | Brussels Universities Cyclocross, Brussel | C1   | Sara Casasola              | Marion Norbert-Riberolle   | Lucinda Brand              | Lucinda Brand     | [ 16 ] |